# 伦敦体育场

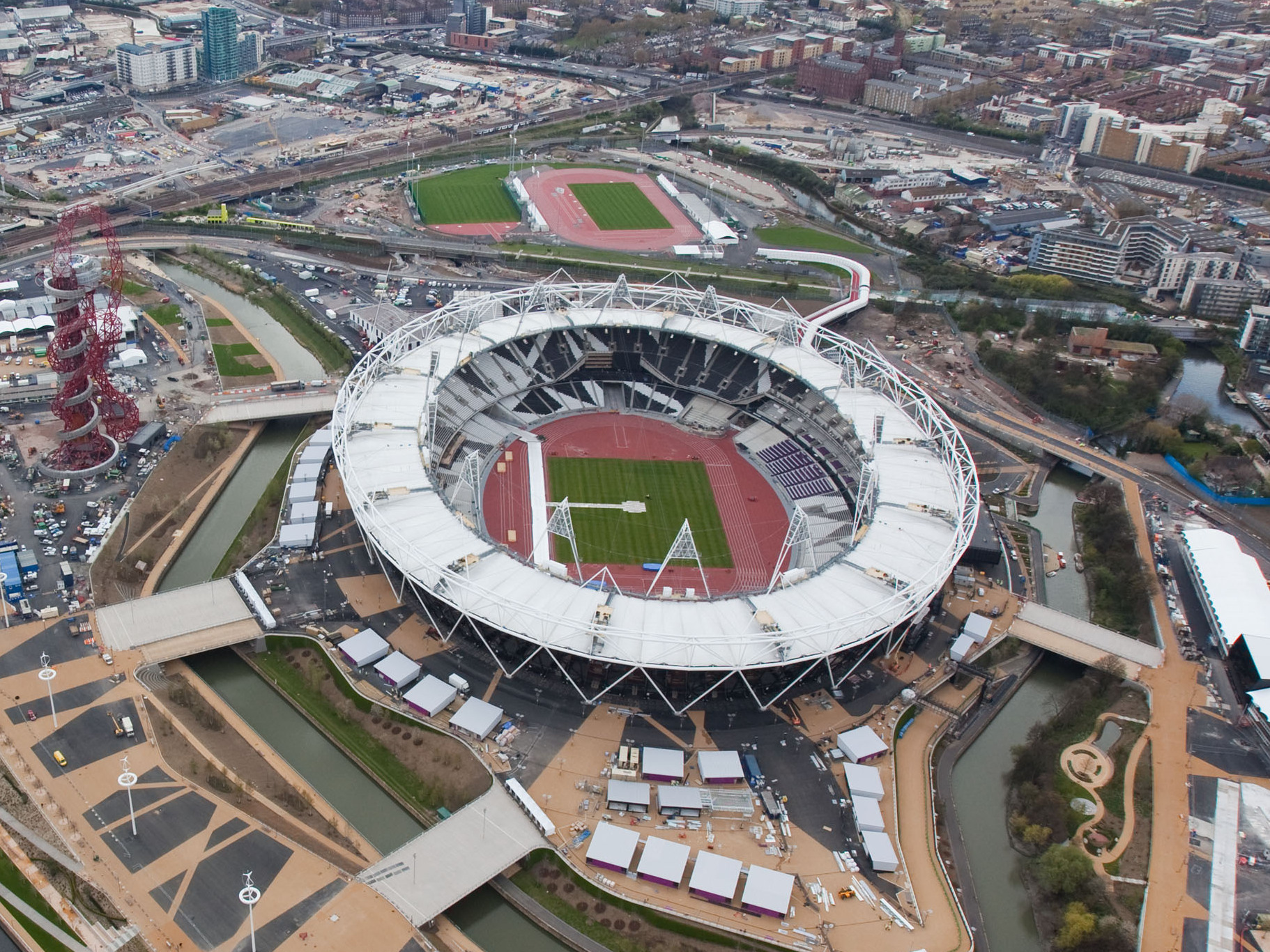
俯瞰体育场

倫敦體育場（英語：London Stadium，前稱奧林匹克運動場），是一座位于英國倫敦伊丽莎白女王奥运园的体育场 ，中文俗称“伦敦碗”。此體育場曾為2012年夏季奥林匹克运动会的主場館。在奥运期间，它曾設置大约80,000个座位。該体育场的规划开始于2007年夏天，并于2008年5月22日正式开工建造，最后於2011年3月29日完工，於2012年4月收工。由2016/17年度球季起，該球場成爲英超球隊韋斯咸的新主場。

## 设计
該体育场的设计开始于2007年11月7日。根据伦敦奥委会所说，伦敦奥林匹克体育场是“独一无二的80,000座的体育馆，它将会是2012年奥林匹克运动会的中心，用于主持奥运会的開幕典禮、閉幕典禮和田径项目。殘奧结束后将被改建为25,000座的永久体育馆，成为田径运动员们的新家，并作为其它运动、交流和教育的场地。”
建造该体育馆田径场时挖出的泥土将被堆积在其周围，形成一个有25,000座位的看台。伦敦奥林匹克体育场的外围架设有一个可拆卸的轻质铁架作为附加的55,000座位的看台。该看台由缆索构成，承担大约三分之二的座位，看台将在2012年奥运会结束后被拆除并被再利用。

## 图片

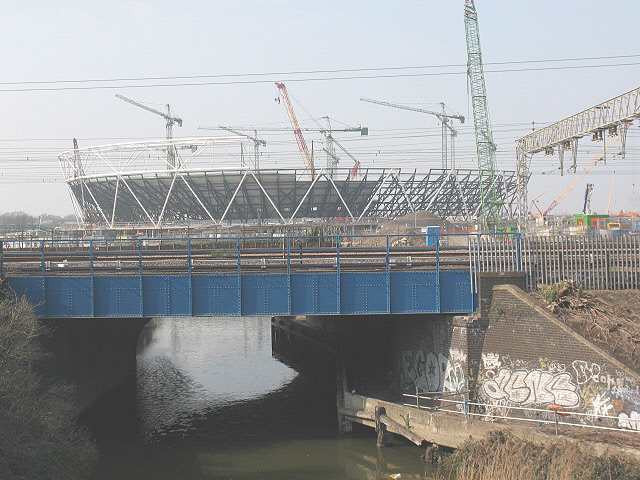
建设中，2009年3月21日
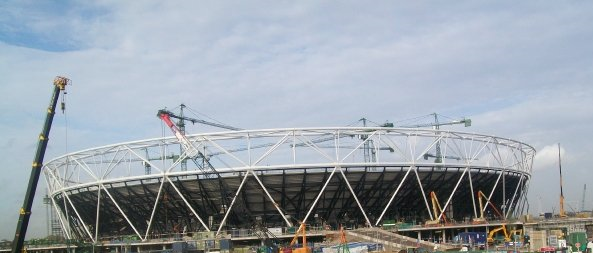
建设中，2009年11月12日
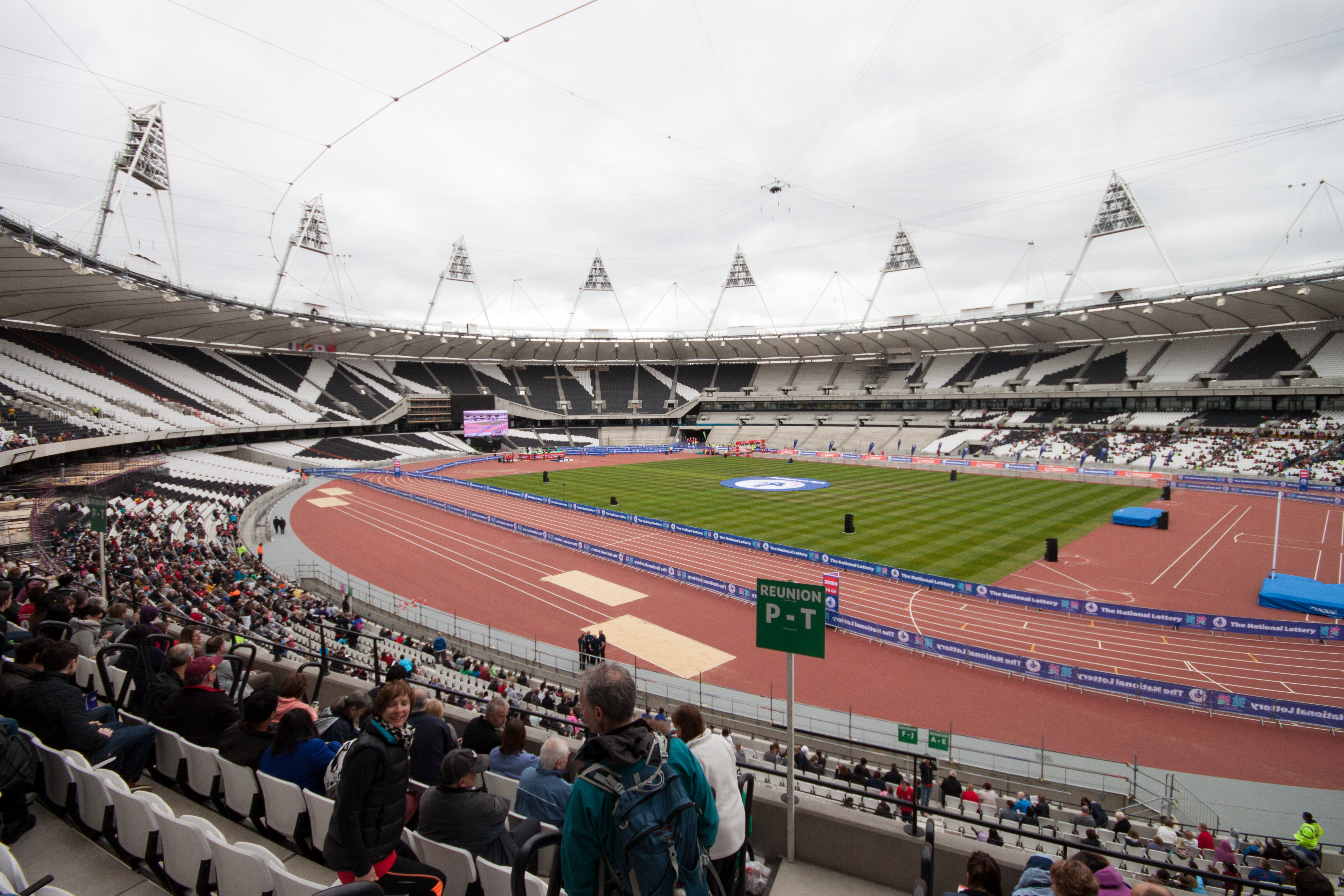
内部，2012年3月31日
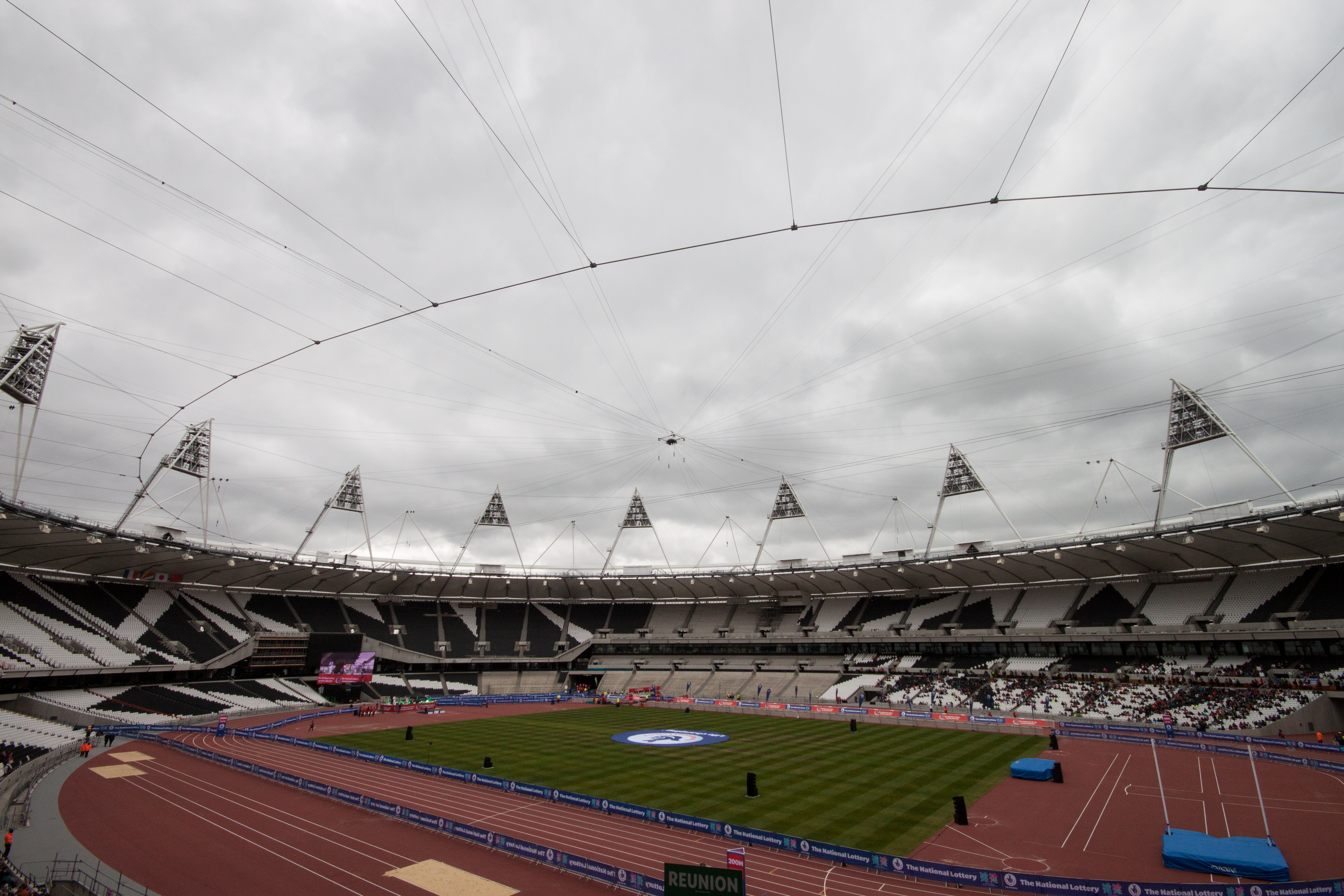
内部，2012年3月31日
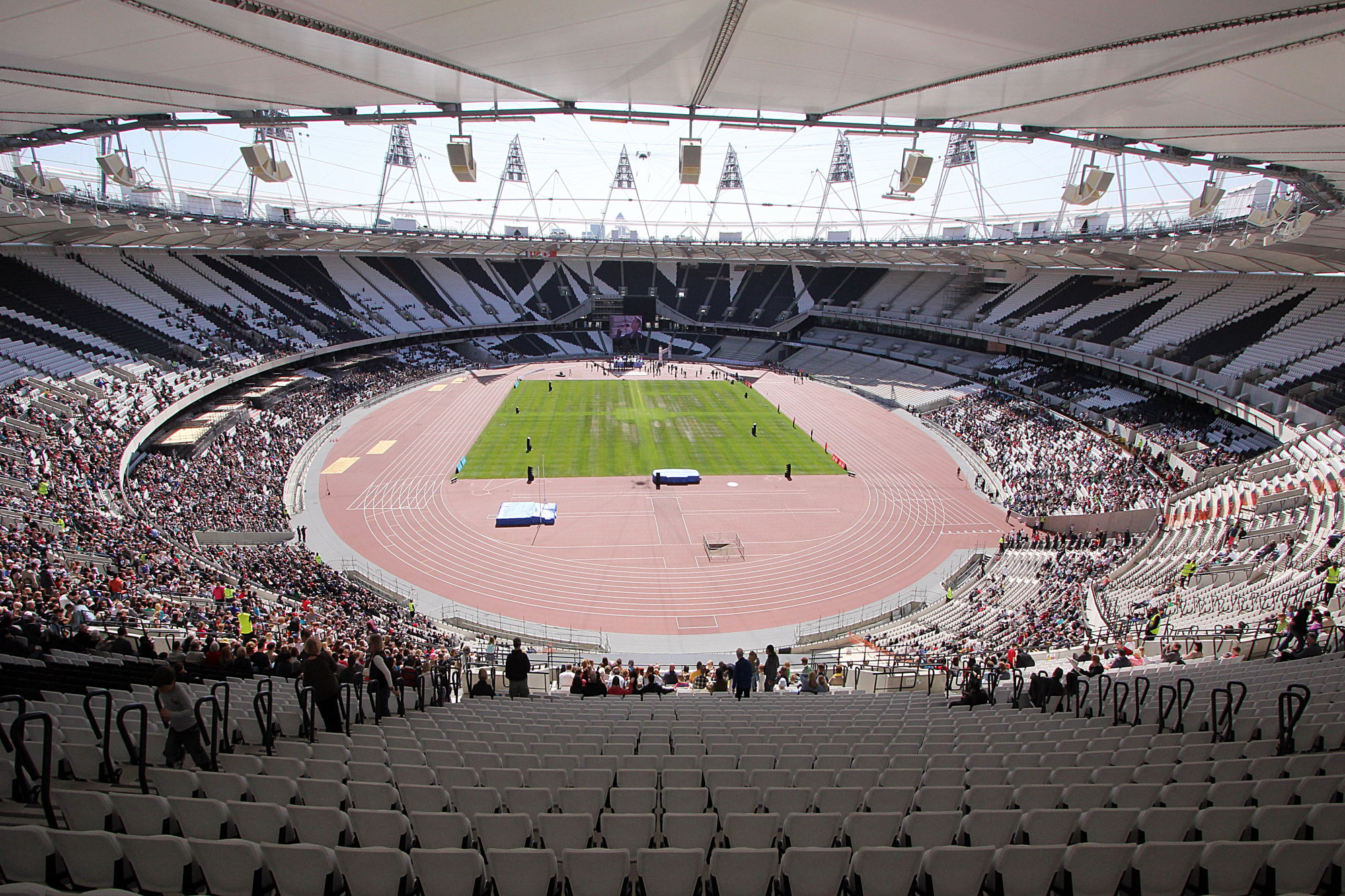
内部，2012年4月1日
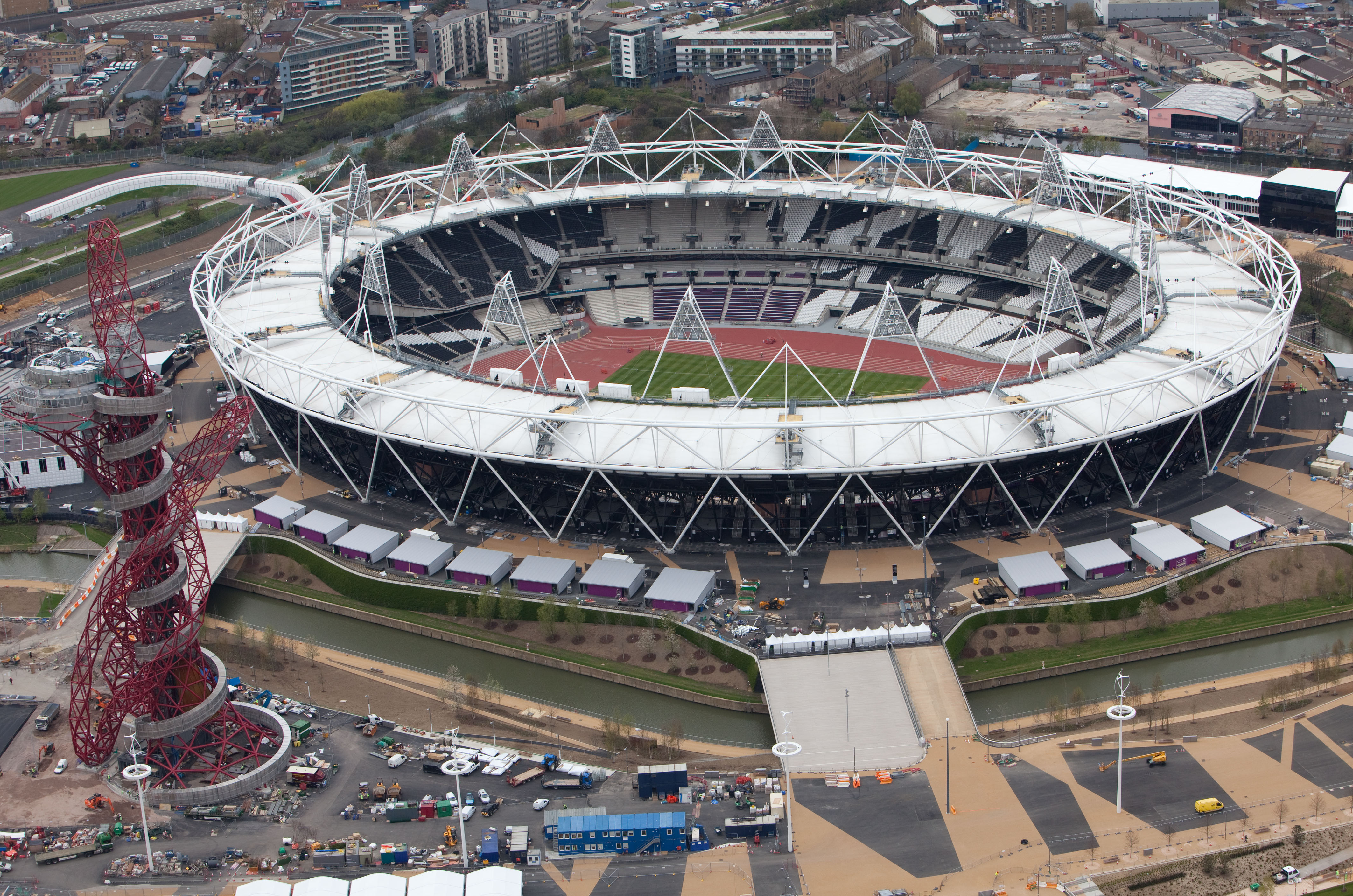
外觀